# Ràdio Nacional de Guinea Bissau
Radiodifusão Nacional da Guiné-Bissau (RDN) — Ràdio Nacional de Guinea Bissau en català-valencià—, també coneguda simplement com a Ràdio Nacional, és una empresa de radiodifusió pública de Guinea Bissau, la seu de la qual se situa a Bissau.
L'RDN opera quatre emissores de ràdio en el país — Bissau, Nhacra, Catió i Gabú —, a més de diverses ràdios regionals i un servei d'emissions internacionals. Una xarxa d'emissors permet a la ràdio cobrir prop de 80 % del país, en l'FM (91.5/104.0 FM).
Les emissions són en la major part en portugués, però també existeixen programes en la resta de llengües del país: crioll, ful, balanta, susso, mancanha, papelx, bijagó, felupe, mandinkà, manjaco, biafada, balanta mané, pajadinca i nalu.

## Història
L'actual RDN va sorgir de la fusió de dos importants serveis de radiodifusió que es van instal·lar a Guinea encara en el període colonial, que operaven amb objectius clarament divergents. La unificació dels serveis es va dur a terme en la postindependència guineana.

### Emissora Oficial de Guinea Portuguesa
El primer dels serveis de ràdio que crearia l'RDN va començar l'abril de 1944, quan va es va establir el servei de radiodifusió, l'"Estação de Bissau", dependent de la repartició central dels serveis de correus, telègrafs i telèfons (CTT). Dos anys més tard, el 9 d'octubre de 1946, es va fer una reorganització de l'emissora que va passar a designar-se d'"Emissora da Guiné". La ràdio es limitava a retransmetre programes gravats i produïts a Lisboa, exclusivament amb temes que giraven entorn a la Portugal continental.
El 30 de maig de 1966 l'Emissora de Guinea passa a designar-se "Emissora Nacional de Radiodifusão", sofrint la primera gran transformació, amb la instal·lació d'un emissor regional a la província de Guinea Portuguesa. El canvi brusc va reflectir en el sorgiment de programes com el Programa da Manhã (Programa del Matí), amb música variada i entreteniment, Ecos da Província (Ecos de la Província), amb folklore local i informatius breus de la colònia en llengües natives, Encontro com Cabo-Verde (Trobada amb Cap Verd) o el Programa da Ação Nacional Popular (Programa de l'Acció Nacional Popular).
L'esclat de la Guerra d'independència de Guinea Bissau va canviar radicalment el perfil de l'emissora, amb bona part de la seua programació oferint la Repartició d'Assumptes Civils i Acció Psicològica (REPACAP), creada en 1971. El mateix any, més d'una vegada, la ràdio va canviar de nom, passant a anomenar-se "Emissora Oficial de Guinea Portuguesa" (EOGP). La REPACAP va crear el Programa das Forças Armadas (Programa de les Forces Armades) per a difondre contrapropaganda, de caràcter prorègim portugués, com a contrapunt al creixement de la Rádio Libertação, anticolonial.

### Rádio Libertação

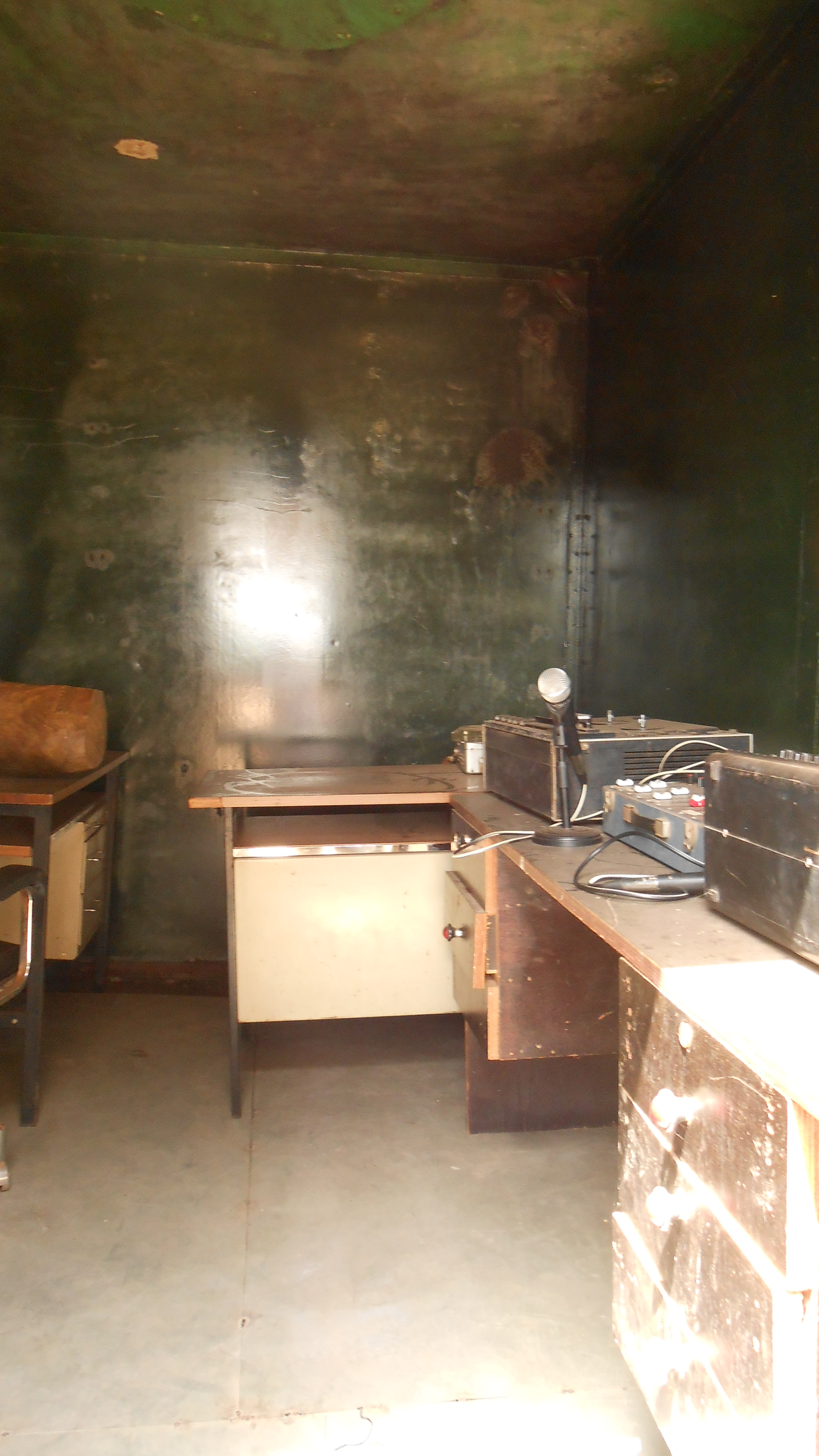
Reproducció contemporània de l'interior del contenidor de Rádio Libertação, emissora de la resistència guineana els dies de la lluita d'independència, en el Museu Militar de la Lluita d'Alliberament Nacional a Bissau, en 2017.

Els primers passos de Rádio Libertação (RL), el segon servei que va crear l'RDN, una iniciativa dels militants del Partit Africà per a la Independència de Guinea i Cap Verd (PAIGC) a Guinea Conakry, es van fer en 1964 quan es va col·locar un camió emissor en la frontera-sud de la Guinea Portuguesa (encara que dins la frontera de la República de Guinea Conakry). Així s'iniciaven les emissions en proves de la ràdio, en portugués i crioll, als seus militants, en particular, i a les poblacions en general. Es va optar pel crioll com la llengua que hauria de ser més emprada més en antena, i d'on hauria de partir el debat polític i de la comunicació.
El 16 de juliol de 1967 Rádio Libertação va passar a tenir emissió regular des de l'estudi instal·lat a Conakry, emetent programes de caràcter polític, cultural, educatiu i d'entreteniment, incloent-hi músiques d'artistes guineans.
La veu notable de la militant Amélia Araújo va donar ritme a la ràdio, presentant programes com Programa do Soldado Portuguese i Comunicado de Guerra, en un intent de resposta a l'esforç contrapropagandístic portugués, aconseguint cert èxit en la desmoralització de tropes lusitanes i en la mobilització popular. També hi havia un programa de fort carisma entre els sectors més jove de Guinea, com el "Blufo".

### Ràdio Nacional
En la Proclamació de la Independència de Guinea ambdues ràdios encara operaven en les seues respectives esferes d'influència. Solament després de la Revolució dels Clavells, va haver-hi una suavització en la programació de l'Emissora Oficial de Guinea Portuguesa.
El reconeixement de la independència de Guinea per Portugal el 10 de setembre de 1974 també va suposar la fusió de l'Emissora Oficial de Guinea Portuguesa i de Rádio Libertação, per a donar pas a Ràdio Bissau. En 1975 la Ràdio Bissau es converteix en la Ràdio Nacional.

### Ràdio i televisió públiques unides (RTGB)
Entre 1995 i 2003 el govern guineà va decidir fusionar els serveis públics de ràdio i televisió per a crear la Ràdio i Televisió de Guinea Bissau (RTGB).

### Radiodifusão Nacional da Guiné-Bissau (RDN)
En 2003 les empreses se separen i novament la Ràdio Nacional de Guinea Bissau passa a operar de manera independent: Ràdio Nacional de Guinea Bissau i Televisió de Guinea Bissau.